# Ямнік (округ Ліптовський Мікулаш)
Ямнік (словац. Jamník) — село, громада округу Ліптовський Мікулаш, Жилінський край, регіон Ліптов. Кадастрова площа громади — 45,98 км².
Населення 459 осіб (станом на 31 грудня 2018 року).

## Географія
Протікає річка Ямнічек; Ямницький потік і Клиновка

## Історія
Ямнік згадується 1346 року.

## Населення
| Рік:            | 1994. | 2004.    | 2014.   | 2024.   |
| --------------- | ----- | -------- | ------- | ------- |
| Кількість осіб: | 372   | 424      | 459     | 462     |
| Різниця:        |       | +13,97 % | +8,25 % | +0,65 % |

| Рік:            | 2023. | 2024.   |
| --------------- | ----- | ------- |
| Кількість осіб: | 465   | 462     |
| Різниця:        |       | -0,64 % |